# Bécasseau spatule
Calidris pygmaea
Espèce
Synonymes
Eurynorhynchus pygmeus
Statut de conservation UICN

 CR A2abcd ; C1+2a(ii) : 
En danger critique
Le Bécasseau spatule (Calidris pygmaea - anciennement Eurynorhynchus pygmeus) est une petite espèce de limicoles asiatiques. Elle fait partie de la liste des 100 espèces les plus menacées au monde établie par l'UICN en 2012.

## Description
Cet oiseau est caractérisé par son bec spatulé. Il s'agit d'un bécasseau de petite taille puisqu'il ne mesure que de 14 à 16 cm.
Son plumage nuptial est brun-roux à taches noires dessus, blanc dessous ; son plumage hivernal est gris sur le dessus.

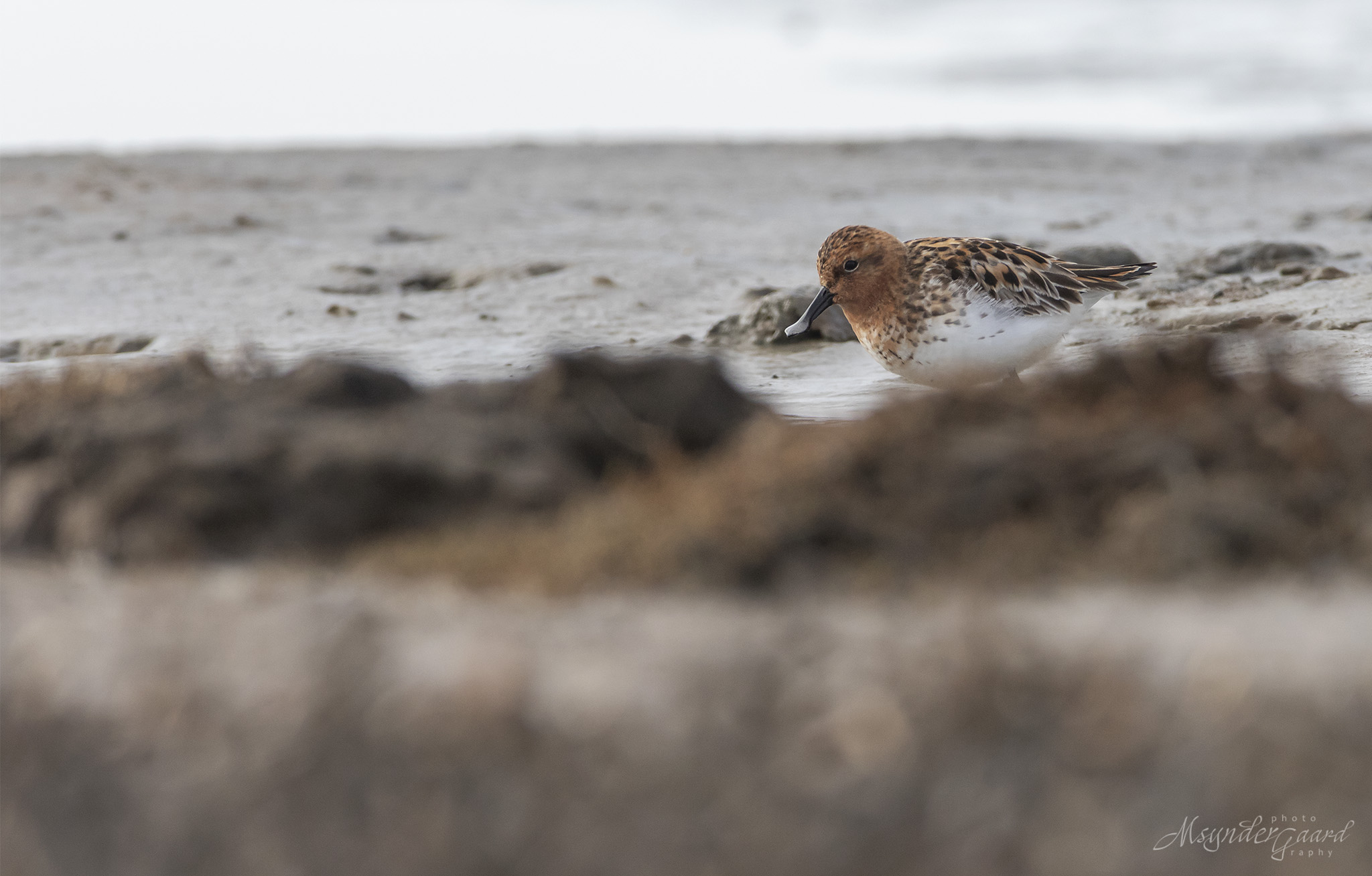
Bécasseau spatule, plumage nuptial, sibérie

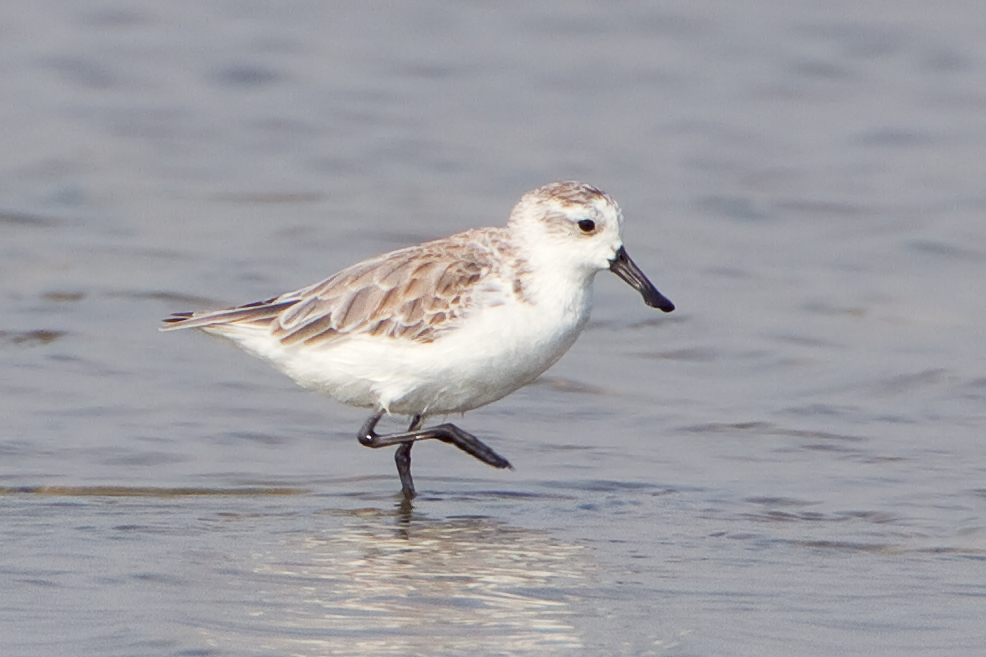
Bécasseau spatule, plumage hivernal, Pak Thale, Phetchaburi, Thaïlande

## Répartition

Répartition du bécasseau spatule

Cette espèce niche dans la toundra sibérienne et hiverne au Bangladesh et en Birmanie, réalisant une migration de 8 000 kilomètres, et aussi en Inde, en Thaïlande, au Vietnam et aux Philippines.

## Habitat
Cet oiseau niche près des côtes mais aussi près des lacs et des rivières. Il hiverne sur les vasières et les lagunes littorales.

## Comportement
Cette espèce se nourrit sur la vase humide ou en eau peu profonde qu'il balaie latéralement avec son bec spatulé. Il s'associe fréquemment au Bécasseau à cou roux en migration et en hivernage.

## Menaces
Cette espèce est très menacée et donc considérée comme « en danger critique d'extinction » par l'UICN. Ce statut est justifié par un déclin très inquiétant, l'espèce ayant perdu 88 % de ses effectifs en huit ans (de 2002 à 2010). Il resterait actuellement 120-200 couples de cet oiseau poussant l'UICN à la classer sur la liste des 100 espèces les plus menacées au monde en 2012.
La cause principale de ce déclin est la destruction et la pollution de son habitat sur ses sites d'escale et d'hivernage en Asie de l'Est.
Un programme de conservation a récemment été mis en œuvre. Des oiseaux sont également élevés en captivité afin de tenter de sauver l'espèce de l'extinction. Ces efforts semblent porter leurs fruits : en 2013 et 2014, pour la première fois, les effectifs n'ont pas diminué.

## Source
- Taylor D. (2006) Guide des limicoles d'Europe, d'Asie et d'Amérique du Nord. Delachaux & Niestlé, Paris, 224 p.